# Aulonia kratochvili
Aulonia kratochvili is een spinnensoort in de taxonomische indeling van de wolfspinnen (Lycosidae).
Het dier behoort tot het geslacht Aulonia. De wetenschappelijke naam van de soort werd voor het eerst geldig gepubliceerd in 1986 door Peter Mikhailovitch Dunin, Jan Buchar & Absolon.